# Rio Shenandoah
O Rio Shenandoah é o principal afluente do Rio Potomac, com aproximadamente 241 km de extensão. Banha os estados da Virgínia e Virgínia Ocidental, nos Estados Unidos da América. O rio e seus afluentes formam muitos vales nos Montes Apalaches do lado oeste das Montanhas Blue Ridge no noroeste da Virgínia.
O Shenandoah é um do raros rios norte-americanos que correm para o norte.
O Shenandoah se forma ao norte de Front Royal, Virgínia, pela confluência dos rios South Fork e North Fork. Atravessa ao nordeste pelos Condado de Warren e Condado de Clarke. Entrando na Virgínia Ocidental, atravessa o extremo leste do estado. Desagua no Potomac ao sul, próximo de Harpers Ferry.
O Vale do Shenandoah é rico em calcário. O solo fértil favoreceu os fazendeiros e continua a ser a maior área agrícola das duas Virgínias. A topografia inclui cavernas em Luray na Virgínia, como a Caverna Luray, uma popular atração turística.

## Afluentes

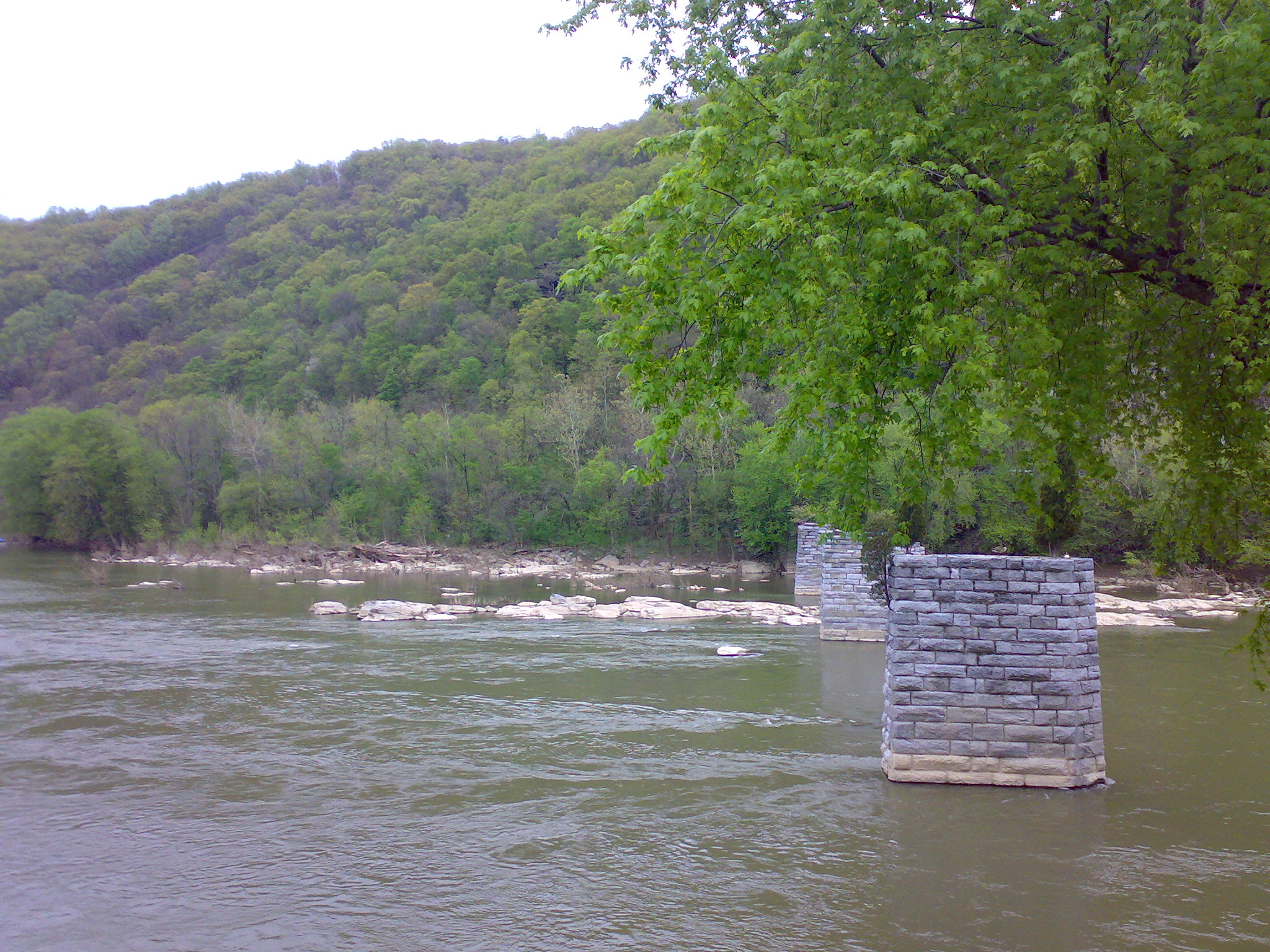
Rio Shenandoah

- Rio North Fork
  - Riacho Smith
  - Riacho Cedar
- Rio South Fork
  - Rio Norte
    - Rio do Meio

  - Rio do Sul